# Конституция Иордании
Конституция Иордании (араб. دستور الأردن‎) — основной закон Иорданского Хашимитского Королевства, принята 1 января 1952 года указом короля Талала I, это третья конституция в истории Иордании.

## История
16 апреля 1928 года, до провозглашения независимости, принята конституция Трансиордании. В декабре 1946 года введена в действие конституция Иорданского Хашимитского Королевства, которой предусмотрено двухпалатное Национальное собрание, ответственность правительства перед королём.
После присоединения в 1950 году Западного берега к основной территории Иордании и смерти короля Абдалла в 1951 году, власть перешла к его сыну — Талалу, издавшему в 1952 году конституцию, принятую обеими палатами Национального собрания, которая имела очень либеральное содержание, чем воспользовался парламент летом 1952 года отстранив его от руководства государством.

## Структура
Конституция состоит из 131 статьи в 9 главах:
1. Государство и государственный строй
2. Права и обязанности граждан Иордании
3. Государственная власть: общие положения
4. Исполнительная власть
5. Конституционный суд
6. Законодательная власть
7. Судебные органы
8. Финансовые вопросы
9. Общие положения[1].

## Основные положения
Статья 1 закрепляет конституционную монархию в Иордании, но предоставляет королю много прав, как главе государства. Престол передается по наследству (ст. 28). Король может распустить парламент или отложить проведение выборов.
Законодательную власть представляет двухпалатное Национальное собрание (сенат и палата депутатов) и король (ст. 25), исполнительную — король (ст. 26), судебную — суды различных видов и уровней, при этом решения провозглашаются от имени короля (ст. 27). Премьер-министр и члены правительства назначаются королём. Количество сенаторов верхней палаты не может превышать половины числа палаты депутатов (55 и 110 соответственно). Конституцией предусмотрена система сдержек и противовесов: правительство ответственно перед палатой депутатов (ст. 51), которая, в свою очередь, может инициировать вотум недоверия как отдельным министрам, так и всему правительству при одобрении абсолютным большинством депутатов.
В качестве государственной религии закреплён ислам, а официальный язык — арабский (ст. 2).
Закреплены такие права и свободы, как равенство граждан перед законом, недопустимость дискриминации по признаку расы, языка или религии (ст. 6), неприкосновенность частной собственности (ст. 10), право на обязательное бесплатное начальное образование (ст. 20), свобода религии и вероисповедания (ст. 14).

### Внесение поправок
Для принятия поправок в конституцию необходимо большинство в 2/3 голосов обеих палат парламента, вступает в силу после утверждения королём (ст. 126). За время действия конституции принято больше 10 поправок. Установлен запрет на внесение оправок затрагивающих права короля и вопросы престолонаследия в период регентства.